# Scytomedes
Scytomedes is een vliegengeslacht uit de familie van de roofvliegen (Asilidae).

## Soorten
- S. haemorrhoidalis (Fabricius, 1794)
- S. palaestinus Theodor, 1980